# پایه پولی

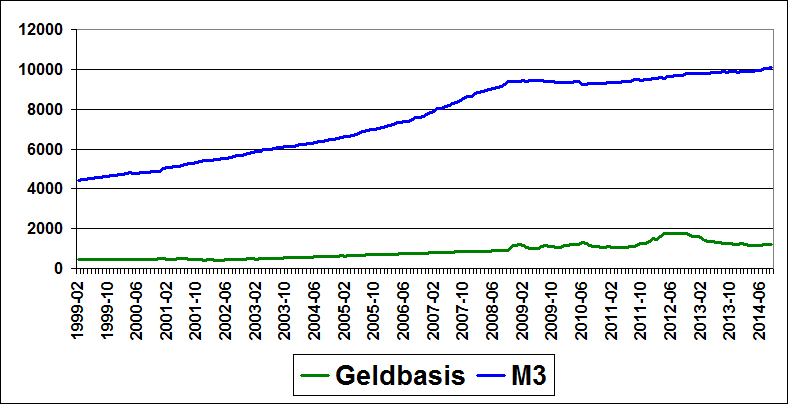
پایه پولی

پایه پولی یا همان پول پایه (monetary base) به تمام اسکناس‌ها، سکه‌های تولید شده و اعتبارات تصویب شده نزد بانک مرکزی می‌گوییم که در واقع  بیشترین قابلیت نقدشوندگی در اقتصاد یک کشور را دارند.
پایه پولی بخشی از کل عرضه پول است که دارای بالاترین قابلیت نقدشوندگی است.
از پایه پولی به عنوان پول پرقدرت نیز یاد می‌شود. زیرا هرگونه افزایش در پایه پولی منجر به افزایش چند برابر آن (معادل ضریب فزاینده پولی) در کل عرضه پول می‌شود.
علاوه برضریب نفوذ پول پایه در اقتصاد، توان آن در قیاس با ارزهای خارجی از شاخصهای تکنولوژیک در تصمیم‌گیری برای تقویّت یا حتّی تضعیف آن دارد.
می‌شود پایه پولی را به ولوم یک رادیو تشبیه کرد که باید بتواند کار کردهای تعریف شدهٔ خود را در طولانی مدّت و حتّی در زمان تحلیف دولت جدید به خوبی به انجام برساند.